# Johan Madrid
Johan Arturo Alexander Madrid Reyes (Callao, 26 novembre 1996) è un calciatore peruviano, difensore dell'U. César Vallejo e della nazionale peruviana.

## Caratteristiche tecniche
È un terzino destro.

## Carriera

### Nazionale
Il 17 ottobre 2018 ha esordito con la nazionale peruviana disputando l'amichevole pareggiata 1-1 contro gli Stati Uniti.